# حیدرکانلو (خداآفرین)
۳۹°۰۴′۵۵″ شمالی ۴۶°۵۲′۴۴″ شرقی / ۳۹٫۰۸۱۹۴°شمالی ۴۶٫۸۷۸۸۹°شرقی

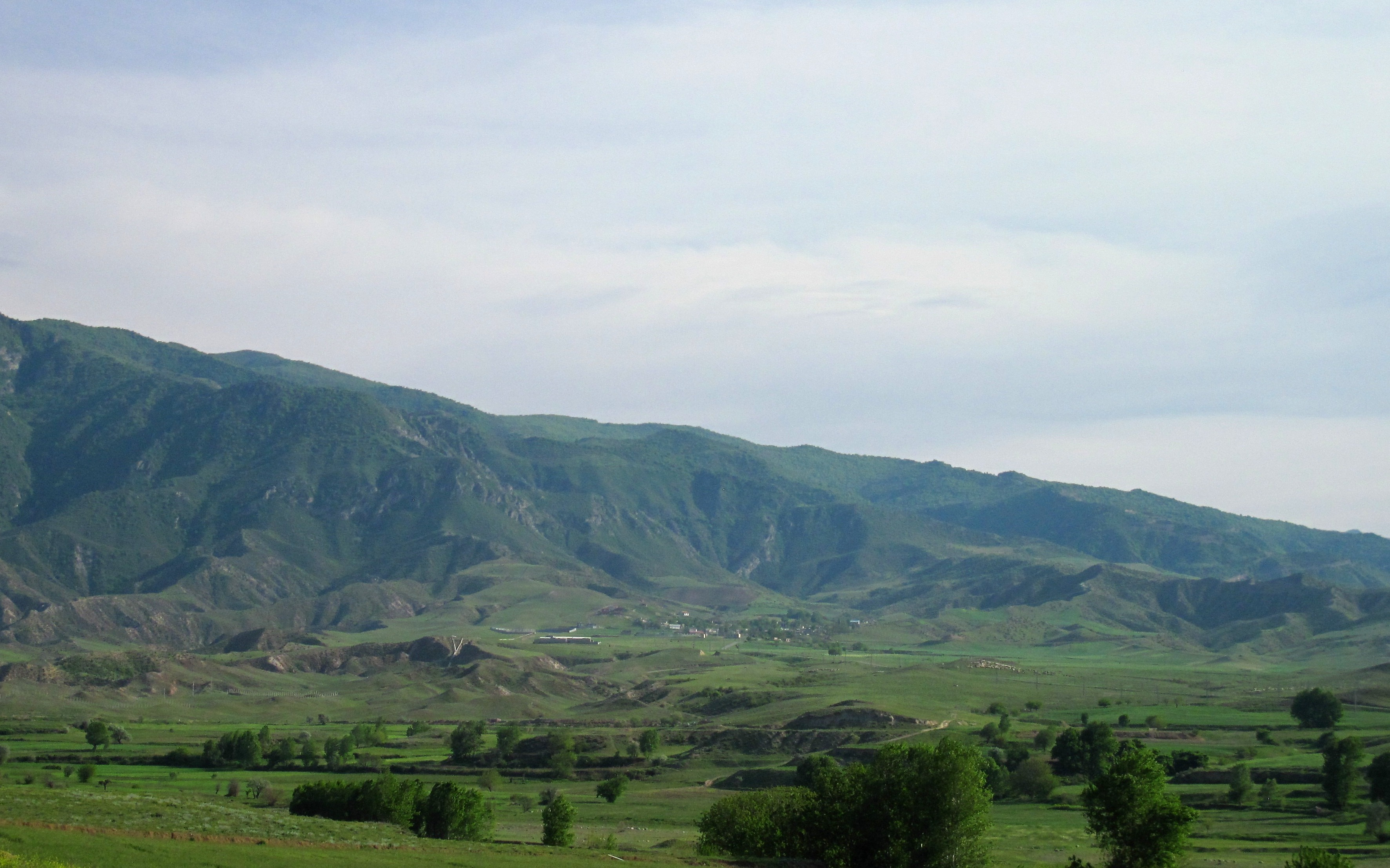
نمایی از روستا در سال ۲۰۱۳

حیدرکانلو یکی از روستاهای استان آذربایجان شرقی است که در دهستان منجوان شرقی بخش منجوان شهرستان خداآفرین واقع شده‌است. در یر اثر سرشماری سال ۱۳۸۵ این روستا ۳۳۵ تن جمعیت داشت.  در آستانه انقلاب سفید، که نقشی عمده در فروپاشی نهایی ساختار ایلی ایران داشت، تیره ای از ایل محمد خانلو، شامل ۶۰ خانوار، از روستای حیدرکانلو به عنوان قشلاق استفاده میکردند..
یک آمارگیری اخیر جمعیت را ۲۴۹ نفر در ۸۲ خانوار اعلام کرده‌است..
این روستا ۲۳۵ سکنه داشته است